# Zemězmijovití
Zemězmijovití (Atractaspidiae) je čeleď hadů patřící do nadčeledi užovkovci. Příslušníci zemězmijovitých žijí v Africe a jihozápadní Asii a její zástupci se řadí mezi velmi jedovaté druhy. Navzdory názvu čeledě nejsou blízce příbuzní zmijovitým (Viperidae) a liší se od nich i postavením jedových zubů.
Zemězmijovití loví malé savce (např. tarbíka evropského) a plazy v podzemních chodbách. Jsou poměrně malí, mají válcovité tělo a hladké šupiny, což jsou adaptace na hrabavý způsob života. Většina druhů klade vejce.

## Zástupci
- Zemězmij palestinský (Atractaspis engaddensis)